# История святой Урсулы (цикл картин Карпаччо)
История святой Урсулы (итал. Storie di sant’Orsola) — цикл картин итальянского живописца раннего  Возрождения, периода кватроченто Витторе Карпаччо, выполненный по заказу семьи Лоредан для скуолы святой Урсулы (итал.  Scuola di Sant’Orsola) в Венеции. Ныне картины хранятся в венецианской Галерее Академии.

## История
Скуола святой Урсулы была основана в Венеции 15 июля 1300 года и находилась под покровительством патрицианской семьи Лоредан. Здание скуолы не сохранилось. Первоначально она располагалась в небольшом строении вблизи южной апсиды церкви Санти-Джованни-э-Паоло. В 1488 году было решено украсить зал скуолы картинами, иллюстрирующими жизнь святой Урсулы. Работа была поручена молодому художнику Витторе Карпаччо. Расходы, вероятно, в значительной степени покрывались членами семьи Лоредан.
Спустя полтора века здание было полностью перестроено, и холсты пришлось обрезать по краям примерно на 10 см, чтобы приспособить к новому помещению. В 1810 году скуола была ликвидирована, а картины переданы в Галерею Академии.
История жизни и мученичества Урсулы была одним из самых популярных сюжетов позднего средневековья. Изложенная Иаковом Ворагинским в «Золотой легенде», она легла в основу множества произведений искусства. Карпаччо, вероятно, был знаком с итальянским переводом книги, напечатанным в Венеции в 1475 году. Сюжет картин приблизительно следует за этим текстом, но художник обогащает его множеством деталей, порожденных его воображением.
Святая Урсула, согласно «Золотой легенде», была дочерью одного британского короля-христианина. Король Англии, услышав о её красоте и мудрости, отправил послов просить её руки для своего сына. Но было одно препятствие: Урсула и её отец были христианами, а король Англии и его сын — язычниками. Урсула поставила условия, чтобы принц принял крещение, но и тогда он сможет жениться на Урсуле лишь после того, как она совершит в паломничество в Рим. Отправившись в путь на кораблях вместе с сопровождавшими её одиннадцатью тысячами девушек, Урсула достигла Кёльна. Здесь ей во сне явился ангел и поведал, что все паломники вернутся из Рима в Кёльн и здесь примут мученическую смерть. Доплыв до Базеля, пилигримы оставили корабли и дальше двинулись пешком. В Риме они увидели папу римского и отправились обратно. Папа Кириак (мифический персонаж) последовал за ними. Когда корабли прибыли в Кёльн, город окружило войско гуннов. Варвары схватили и убили всех паломников. Урсула осталась последней. Поражённый её красотой, предводитель гуннов захотел взять её в жёны. Урсула отвергла его, и разгневанный вождь поразил её стрелой в сердце.
Кроме «Золотой легенды» были и другие версии жития, различающиеся в деталях. Например, согласно одним источникам, Урсула была британской принцессой, другие утверждают, что она была из Бретани. Согласно различным версиям, имя её отца-короля Theonotus, Theodatus, или Maurus, а принца-жениха — Hereus, Eterius или Conon.
Порядок создания картин не соответствует порядку повествования легенды о святой Урсуле. Это было связано с тем, что художнику вначале была предоставлена сравнительно небольшая площадь стены, поскольку много места занимали усыпальницы семьи Лоредан. С течением времени их переносили, место освобождалось, и цикл картин постепенно дополнялся.
Не все картины серии датированы. Насколько можно судить, исходя из известных фактов и эволюции стиля художника, цикл был начат «Прибытием в Кёльн» (1490), затем последовали «Мученичество и похороны» (1493), «Встреча наречённых и отъезд паломников» (1495), «Сон святой Урсулы» (1495?), «Встреча святой Урсулы с папой Кириаком» (около 1495) и три сцены с послами (после 1495). Работа над циклом заняла около десяти лет.

## Описание картин

### Прибытие английских послов к королю Бретани
Первая сцена (в порядке повествования) — это прием английских послов, которые пришли просить руки Урсулы для сына короля принца Эрея.
Композиция делится на три части.

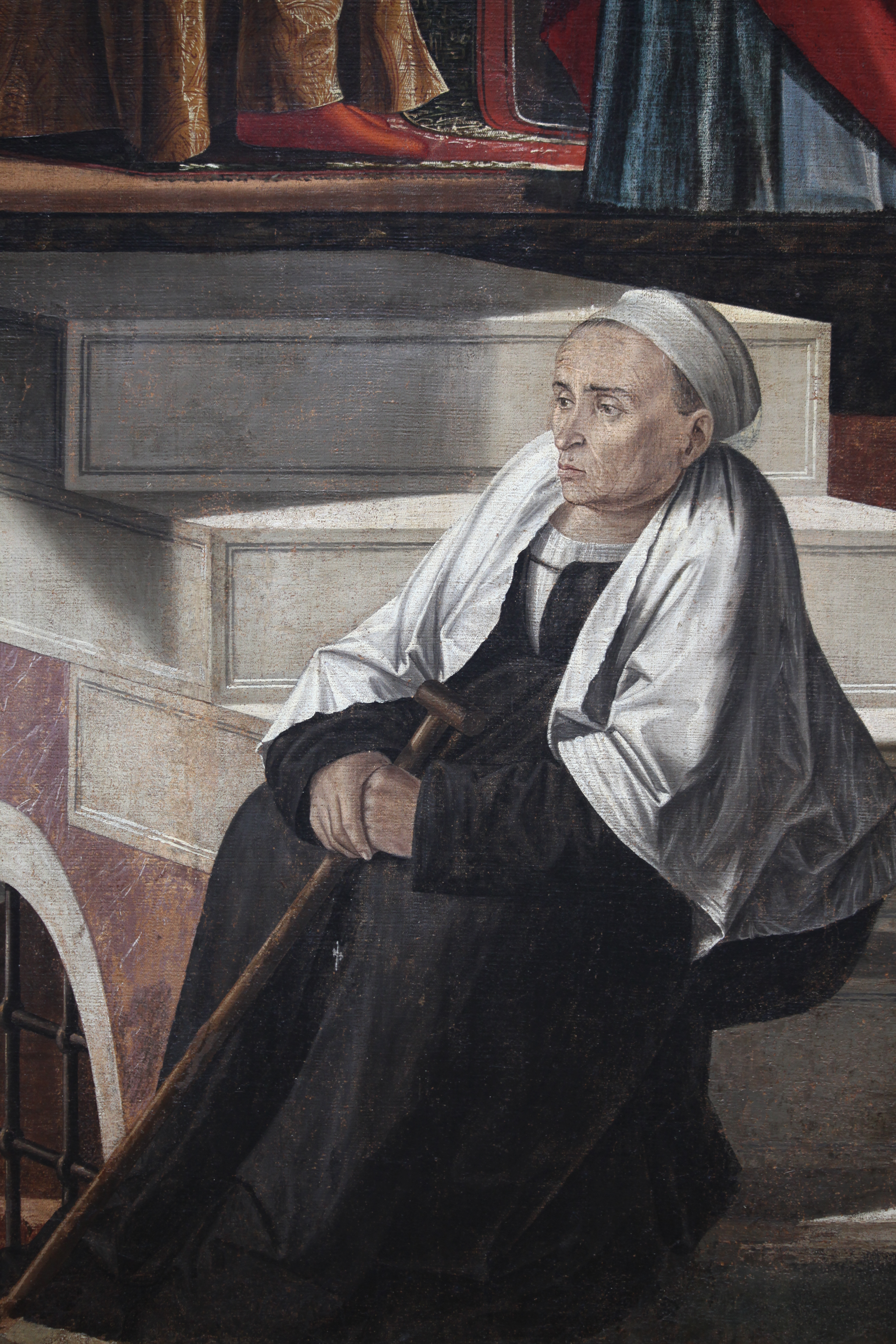
Фрагмент

Центральная часть полотна изображает встречу короля и послов. Место действия — якобы королевский двор Бретани, но костюмы персонажей, фасады зданий, корабли в лагуне очевидно напоминают реалии в современной художнику Венеции.
Справа Урсула, загибая пальцы, диктует отцу-королю условия брака: языческий принц должен быть крещён, а венчание должно состояться через три года после паломничества в Рим, куда она отправится в сопровождении 11 000 девственниц. У подножья лестницы — выразительная фигура сидящей старой кормилицы. Тициан был так впечатлён ею, что использовал в своём «Введении Марии во храм» .
В левой части — элегантные молодые люди, вероятно, члены скуолы святой Урсулы, прогуливаются по лоджии у лагуны. Их костюмы свидетельствуют о принадлежности к «Обществу Чулка» (итал. Compagnie della Calza) — клубу молодых венецианцев для организации торжеств и развлечений. Относительно личности изображенных персонажей существуют различные гипотезы. Вероятно, это конкретные современники художника, возможно, члены семьи Лоредан. Наибольший интерес привлекает фигура в красной тоге у левого края картины, как бы представляющая сцену зрителям. Предполагают, что это изображение главного жертвователя — Пьетро Лоредана или автопортрет самого художника.
Вырез для двери в нижней части полотна был сделан уже после завершения картины.

### Отъезд английских послов из Бретани

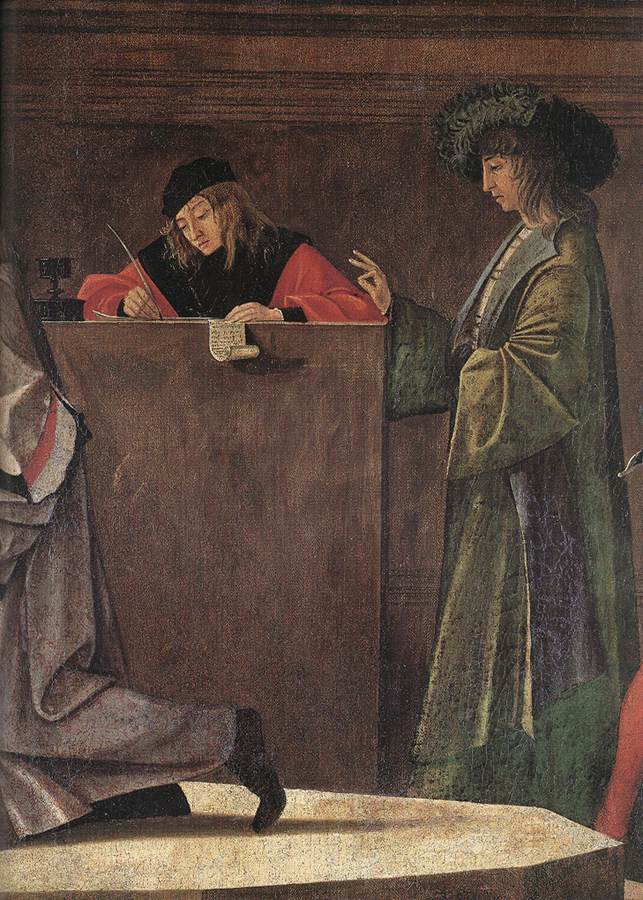
Фрагмент

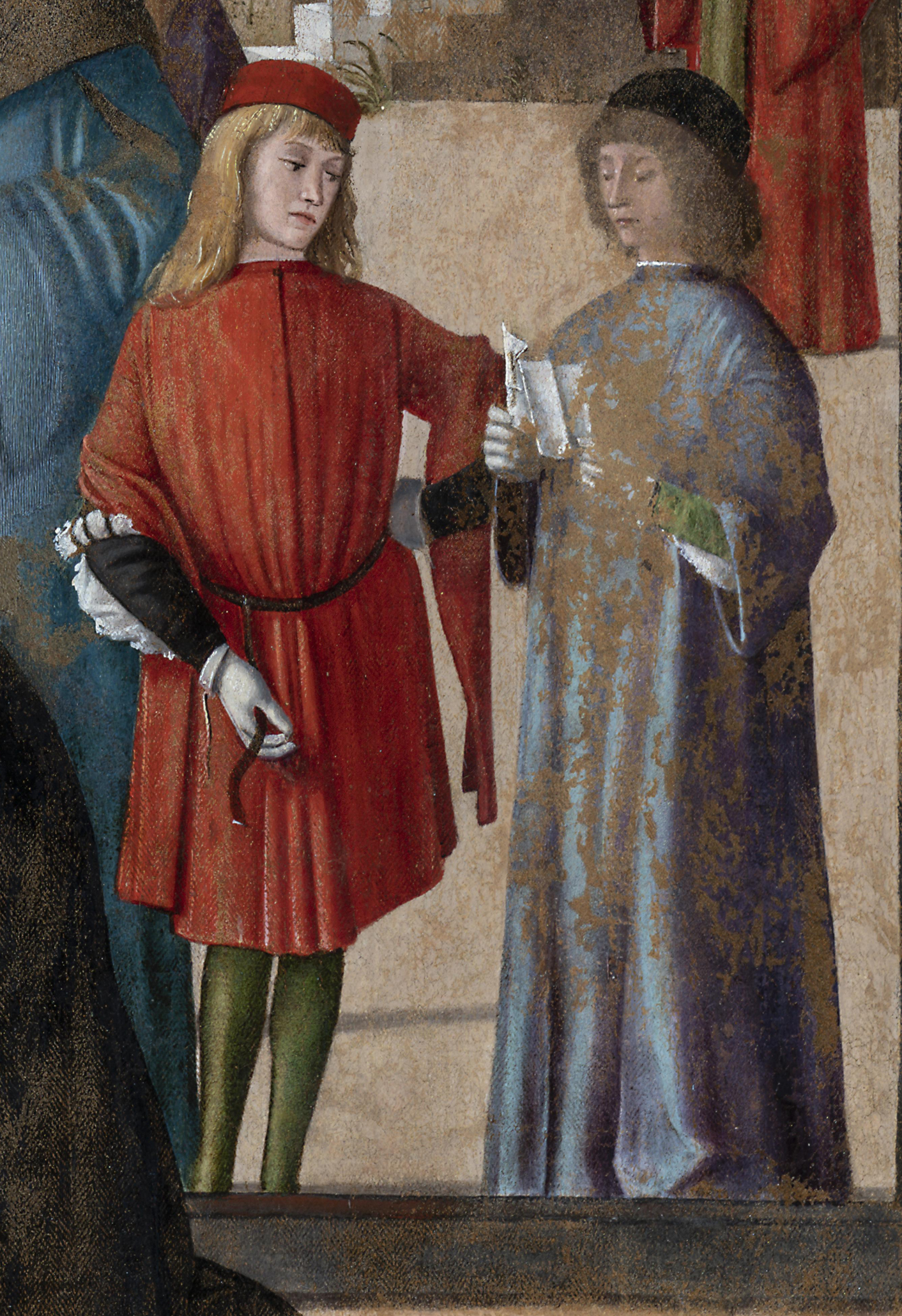
Фрагмент

На полотне изображён отец Урсулы, который завершает переговоры и вручает послам письмо с условиями, которые выдвинула его дочь. Карпаччо, вероятно, взял за образец аналогичные церемонии в венецианском Дворце дожей. Стены инкрустированы мрамором в стиле, характерном для Пьетро Ломбардо.
Главные действующие лица и сюжетный центр композиции смещены к её левому краю. А в геометрическом центре на втором плане — очаровательная фигура юного писца и диктующего ему секретаря. Эта сцена так понравилась венецианцам, что они прозвали все полотно «Писцом» (итал. lo Scrivano).
У правого края полотна можно увидеть другую характерную группу — двух подростков, читающих письмо.

### Возвращение послов к английскому двору

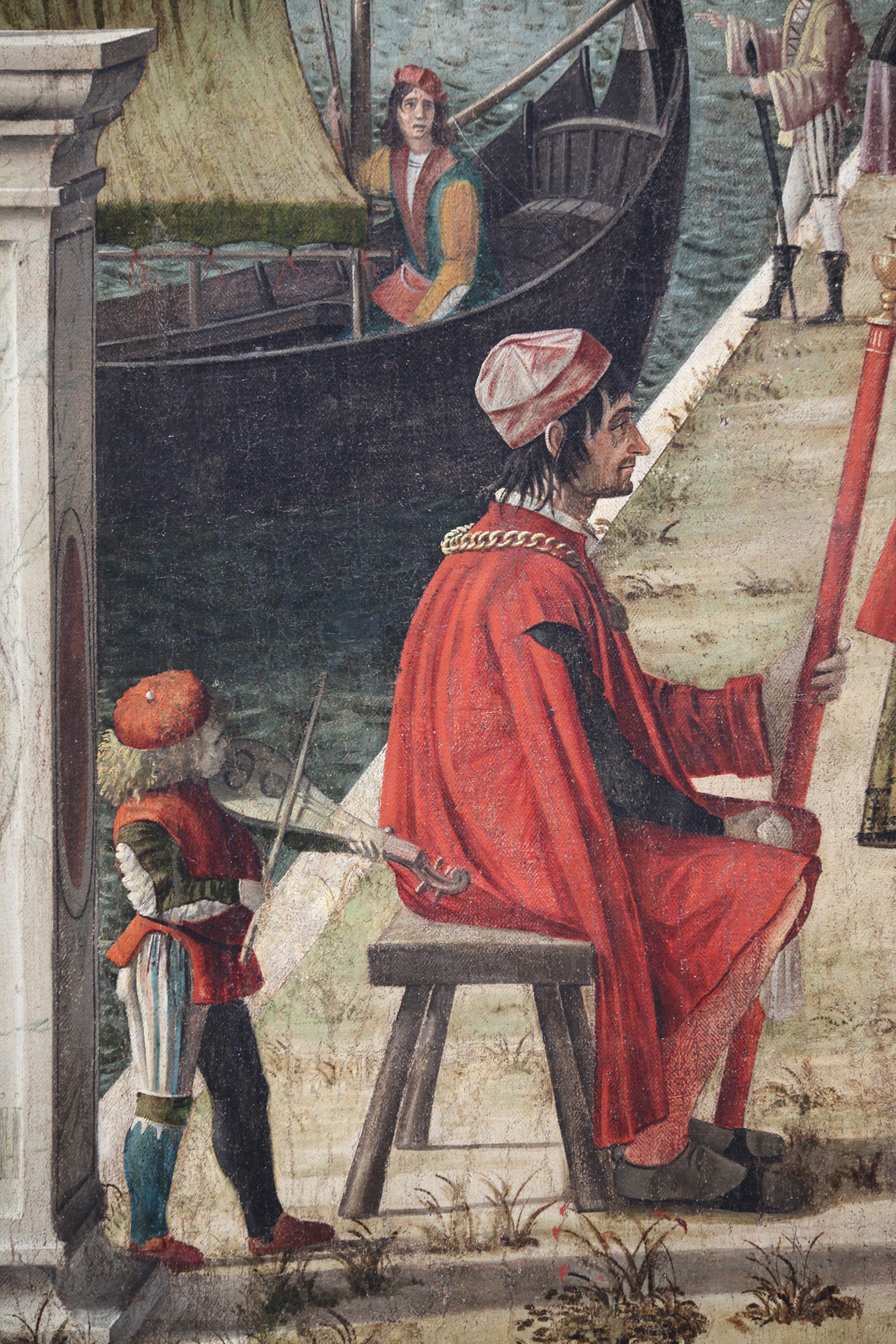
Фрагмент

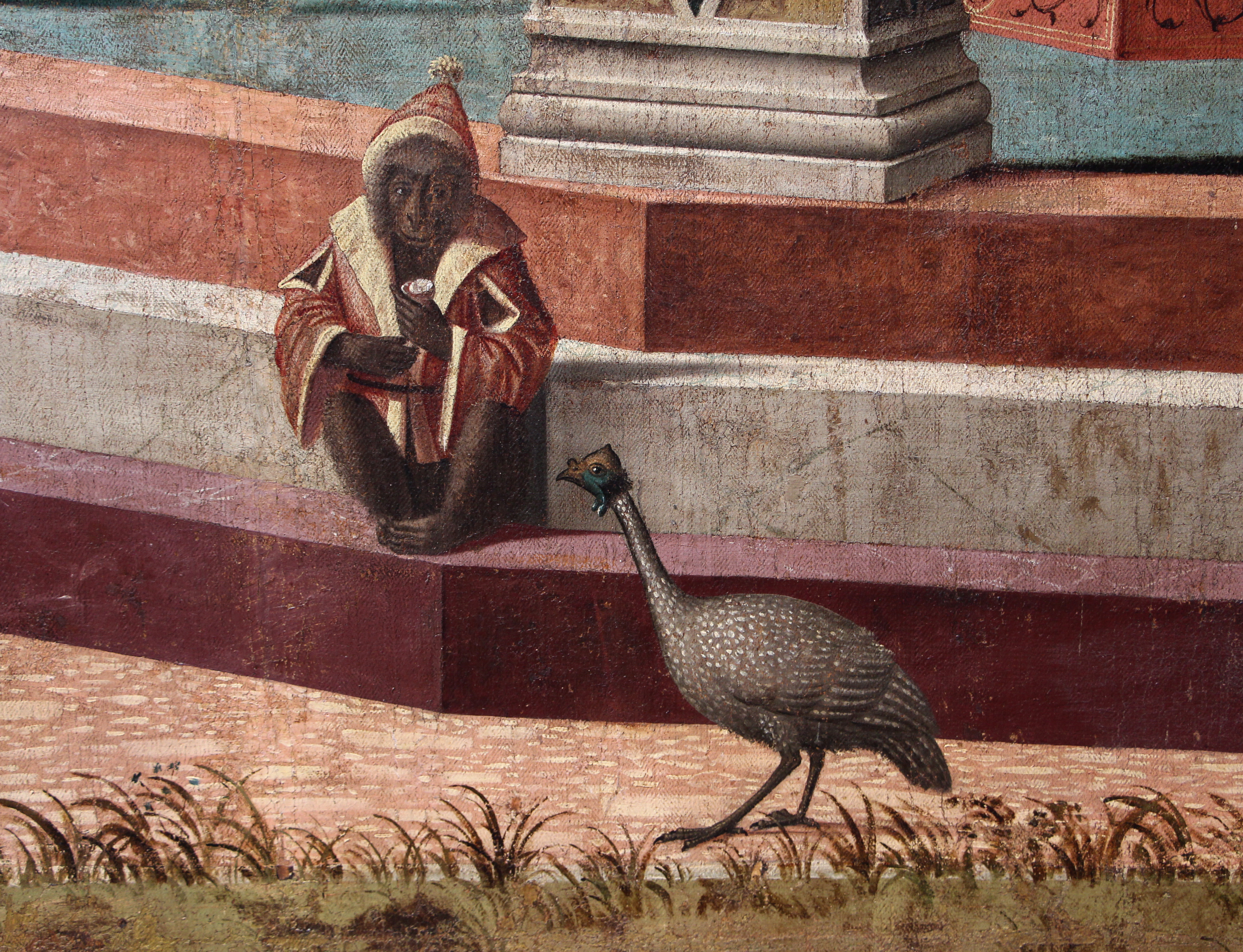
Фрагмент

По возвращении в Англию послы сообщают королю условия Урсулы. Король сидит на троне в восьмиугольном павильоне в центре фантастического города, схожего с Венецией пятнадцатого века, рядом с палаццо в стиле Пьетро и Туллио Ломбардо и мостом, напоминающим Понте делла Палья. Вокруг, как и на других полотнах цикла, множество фигур в разнообразных богатых костюмах. Слева у основания флагштока — характерные для венецианских церемоний фигуры: придворный с жезлом и маленький мальчик, играющий на ребеке, старинном струнном инструменте.
В отличие от других полотен, которые были обрезаны по краям в XVII веке, это сохранилось в том виде, каким его создал художник.

### Встреча нареченных и отъезд паломников

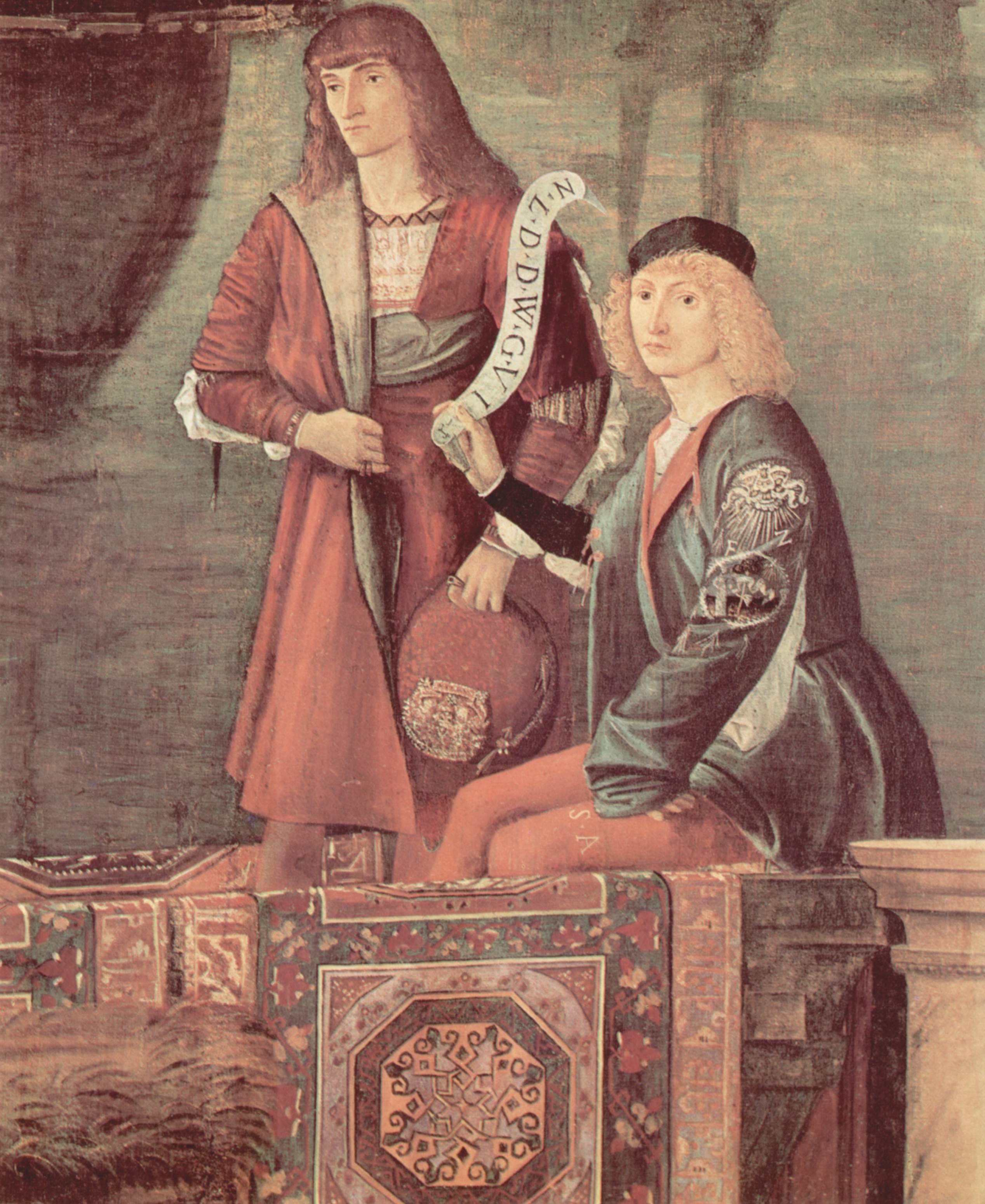
Фрагмент

Флагшток посередине картины разделяет два мира: слева от него языческая Англия, справа — христианская Бретань, как и на других картинах цикла напоминающая ренессансную Венецию с архитектурой в стиле Мауро Кодуччи, Пьетро. и Туллио Ломбардо. На картине изображены четыре эпизода. Слева от флагштока английский принц Эрей прощается со своим отцом, правее — встреча Урсулы и Эрея, у правого края — обручённые прощаются с королем и королевой Бретани, а на заднем плане они садятся в шлюпку и отправляются в путь.
Архитектура замков на заднем плане напоминает сооружения крестоносцев на Родосе и Кипре, с которыми Карпаччо был знаком, вероятно, по гравюрам Эрхарда Ройвиха.

Слева от флагштока изображён молодой человек с эмблемой на рукаве, обозначавшей принадлежность к одному из обществ Чулка — Братьям Дзардиньери (итал. Fratelli Zardinieri ). Предполагают, что это один из главных спонсоров скуолы — Антонио Лоредан.

### Сон святой Урсулы

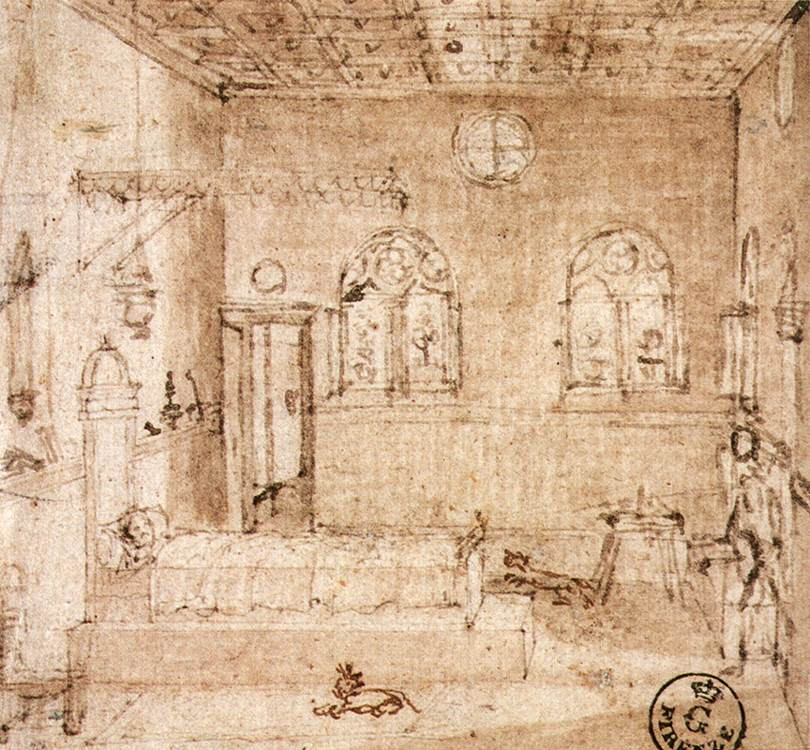
В. Карпаччо. Сон святой Урсулы. Эскиз. Кабинет рисунков и гравюр галереи Уффици.

В Кёльне Урсуле во сне явился ангел, возвещая о ее предстоящей мученической смерти, символом которой является пальмовый лист. Сверхъестественное свечение, исходящее от ангела, переплетается с утренним светом, проходящим через окно и дверь, и обнаруживает множество предметов, имеющих символическое значение: корону в изножье кровати, молитвенники, песочные часы, кропильницу.
Карпаччо запечатлел Урсулу в идеальной венецианской комнате для новобрачных, с символами брачного блаженства — красными гвоздиками и вечнозеленым миртом на окнах и маленькой белой собачкой в ногах кровати — знаком супружеской верности. Над дверями — фигуры Венеры и Водолея, обозначающие супружеские добродетели — любовь и плодородие. Урсула спит в супружеской постели одна, и это указывает на то, что ее помолвка с Эреем была скорее духовной, чем плотской. Композиция с ангелом, напоминающая сцену Благовещения, наводит на мысль о небесной миссии Урсулы.

### Встреча святой Урсулы с папой Кириаком

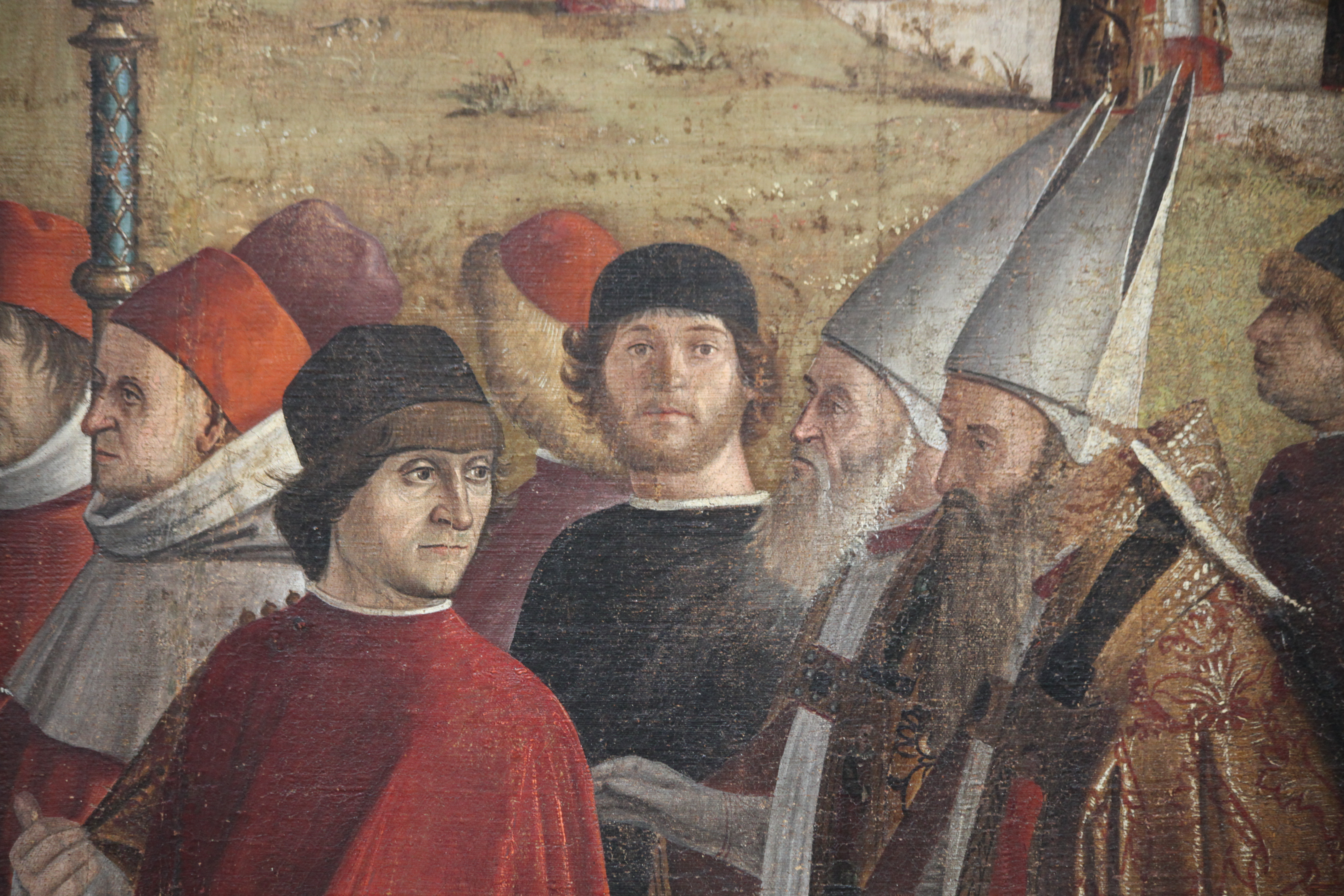
Фрагмент. В красном Никколо Микьель или Эрмолао Барбаро

По прибытии в Рим Урсула, принц Эрей и их свита девственниц преклоняют колени перед папой Кириаком, который принимает паломников под стенами замка Святого Ангела. Замок в конце XV века был реконструирован папой Александром VI, и Карпаччо, вероятно, нарисовал его по довольно схематичному изображению на медали, отчеканенной в 1495 году в честь завершения работ.
Эта картина замечательна своими портретами высокопоставленных венецианцев при папском дворе, в том числе кардинала Доменико Гримани (слева в центре, в белых одеждах), венецианского посла Никколо Микьеля (итал. Nicolo Michiel) и, предположительно, Франческо Арзентина (итал. Francesco Arzentin, у правого края полотна), гербы которого видны на знамёнах. Существует также гипотеза о том, что персонаж в красной тоге рядом с папой — это не Никколо Микьель, а Эрмолао Барбаро, венецианский учёный и патриарх Аквилеи.

### Прибытие паломников в Кёльн

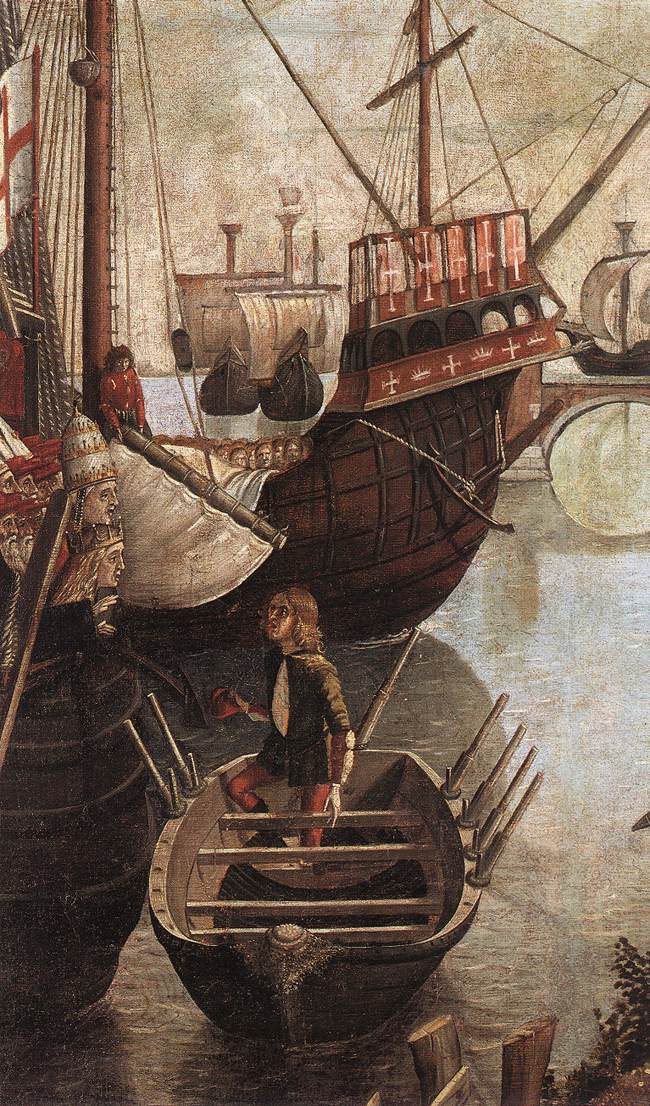
Фрагмент

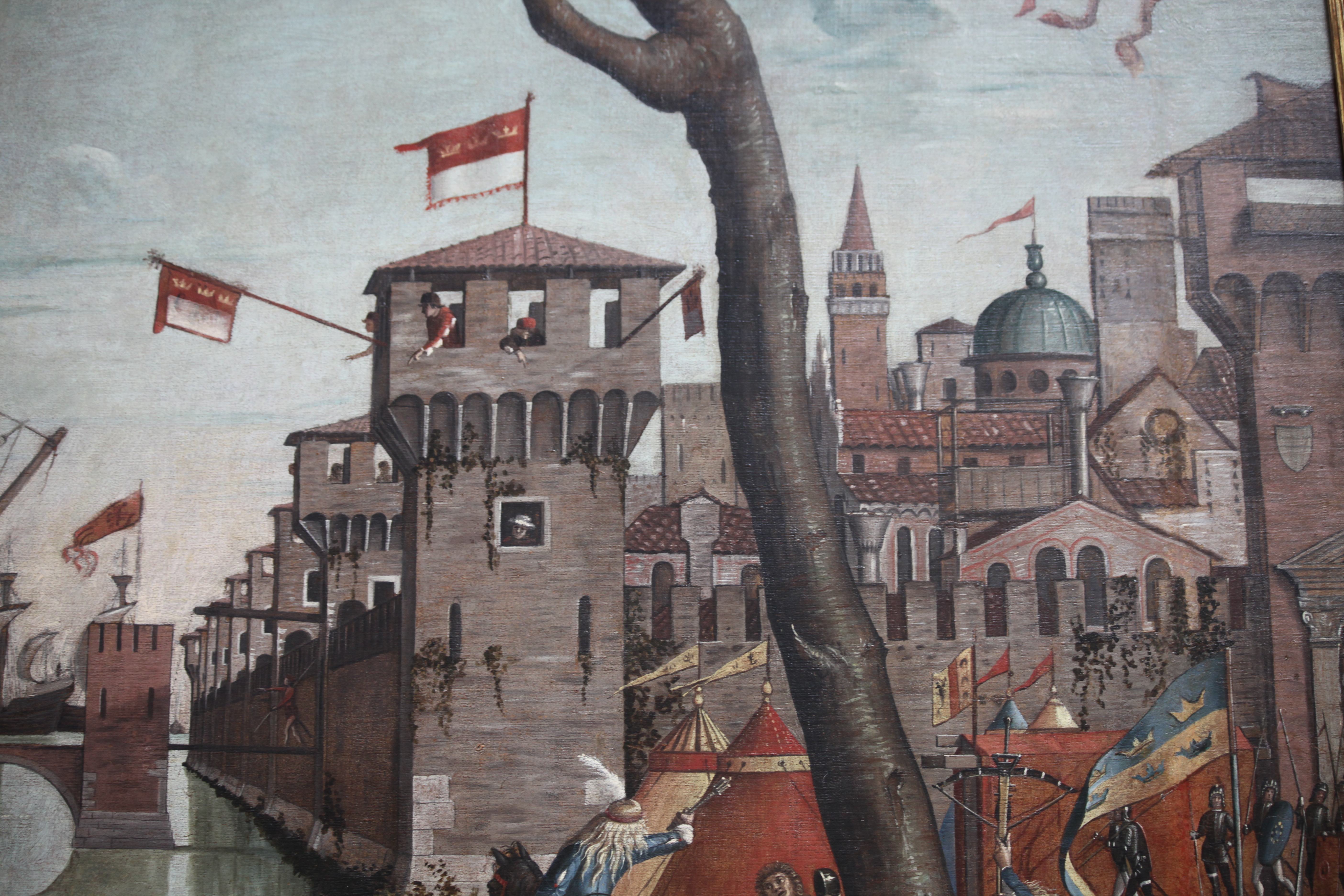
Фрагмент

С этого полотна Карпаччо начал работу над циклом.
Мы видим, как на обратном пути корабли Урсулы приходят по Рейну в Кёльн. Главный корабль уже вошёл в гавань, из него выглядывают Урсула и папа Кириак.
Город, однако, уже захвачен гуннами. На переднем плане их вожди читают послание о прибытии корабля с христианскими паломниками. Флаги с тремя коронами на красном фоне, возможно, являются отсылкой к Мехмеду II и, следовательно, намеком на угрозу, исходящую от турок.
Крепостные стены Кёльна на заднем плане напоминают венецианский Арсенал.

### Мученичество паломников и похороны святой Урсулы

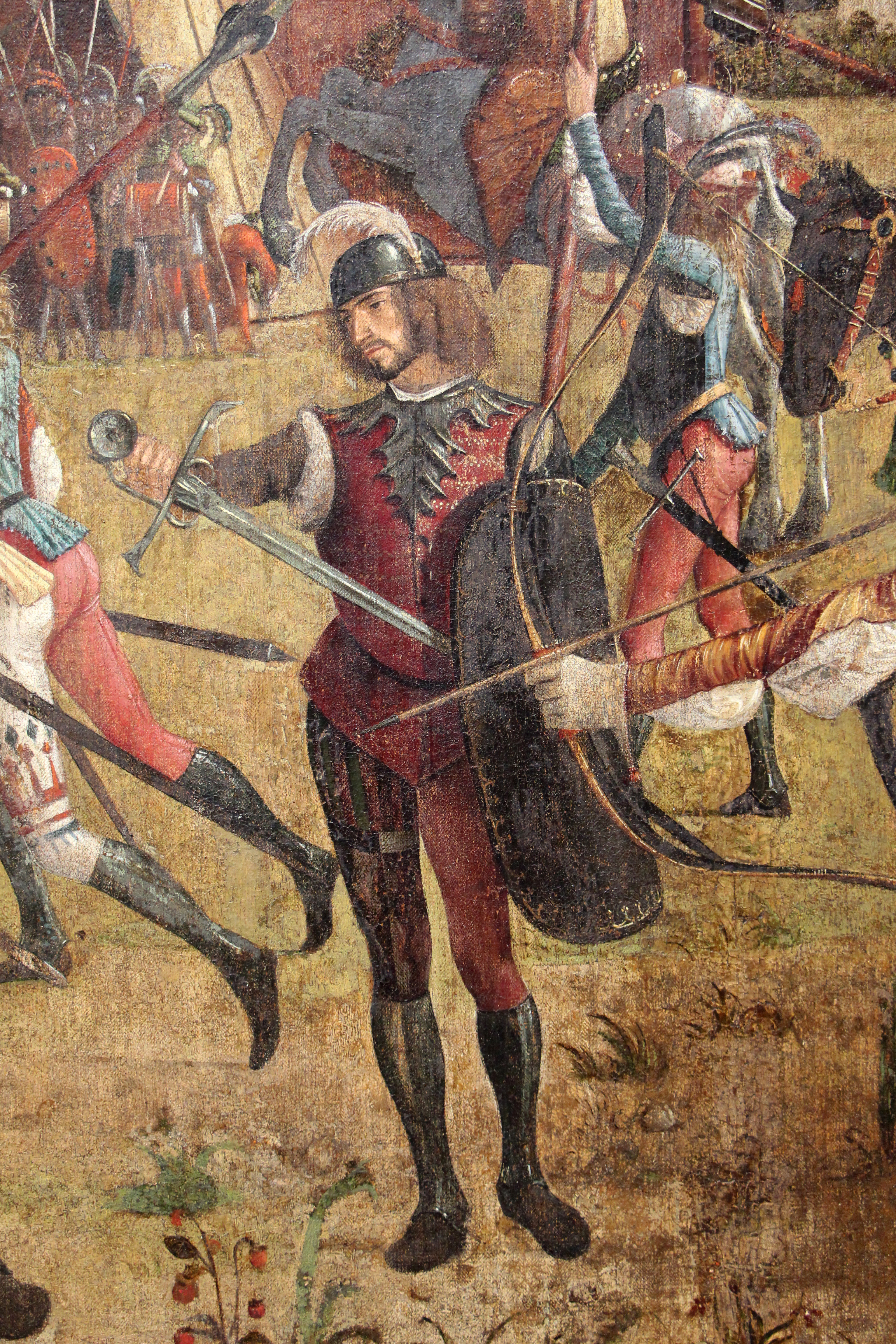
Фрагмент

Полотно разделено на две неравные части колонной, украшенной гербом семьи Лоредан.
Сцена мученической смерти Урсулы и ее спутников от рук гуннов, захвативших Кёльн, занимает левую и бо́льшую его часть. Добрая натура художника не могла передать ужас и ярость, которые должны были бы сопровождать эту сцену. Девственницы покоряются своей судьбе с совершенным изяществом, а гунны с не меньшим изяществом умерщвляют своих жертв.
В меньшей правой части полотна изображены похороны святой Урсулы. Она возлежит на позолоченных носилках, которые поддерживают четыре епископа. Четыре юноши несут над ними великолепный балдахин. Фигуры скорбящих, одетых как венецианские патриции, вероятно, являются портретами членов семьи Лоредан. Женщина в тёмной одежде, стоящая на коленях у ступеней, — это, как предполагают, Евгения Каоторта, супруга Никколо Лоредана, уже покойная ко времени написания картины.

### Апофеоз святой Урсулы
Картина, представляющая собой запрестольный образ, занимала в старом здании скуолы почти всю торцевую стену. Арка, обрамляющая полотно, создавала своего рода панораму, зрительно расширяющую внутреннее пространство зала.
Подчёркнуто симметричная традиционная композиция строится вокруг фигуры святой в центре. Она стоит на колонне из пальмовых листьев в окружении херувимов, а сверху над ней простирает руки Бог Отец. У подножья колонны — её коленопреклонённые спутницы, одетые в роскошные наряды венецианских дам. На втором плане слева мы видим принца Эрея и папу Кириака в тиаре. Рядом с ними — три мужские головы, предположительно, портреты конкретных членов правления скуолы. Три дамы, стоящие на коленях на переднем плане слева, — это, вероятно, сёстры одного из главных жертвователей — Пьетро Лоредана.

## Художественные особенности цикла

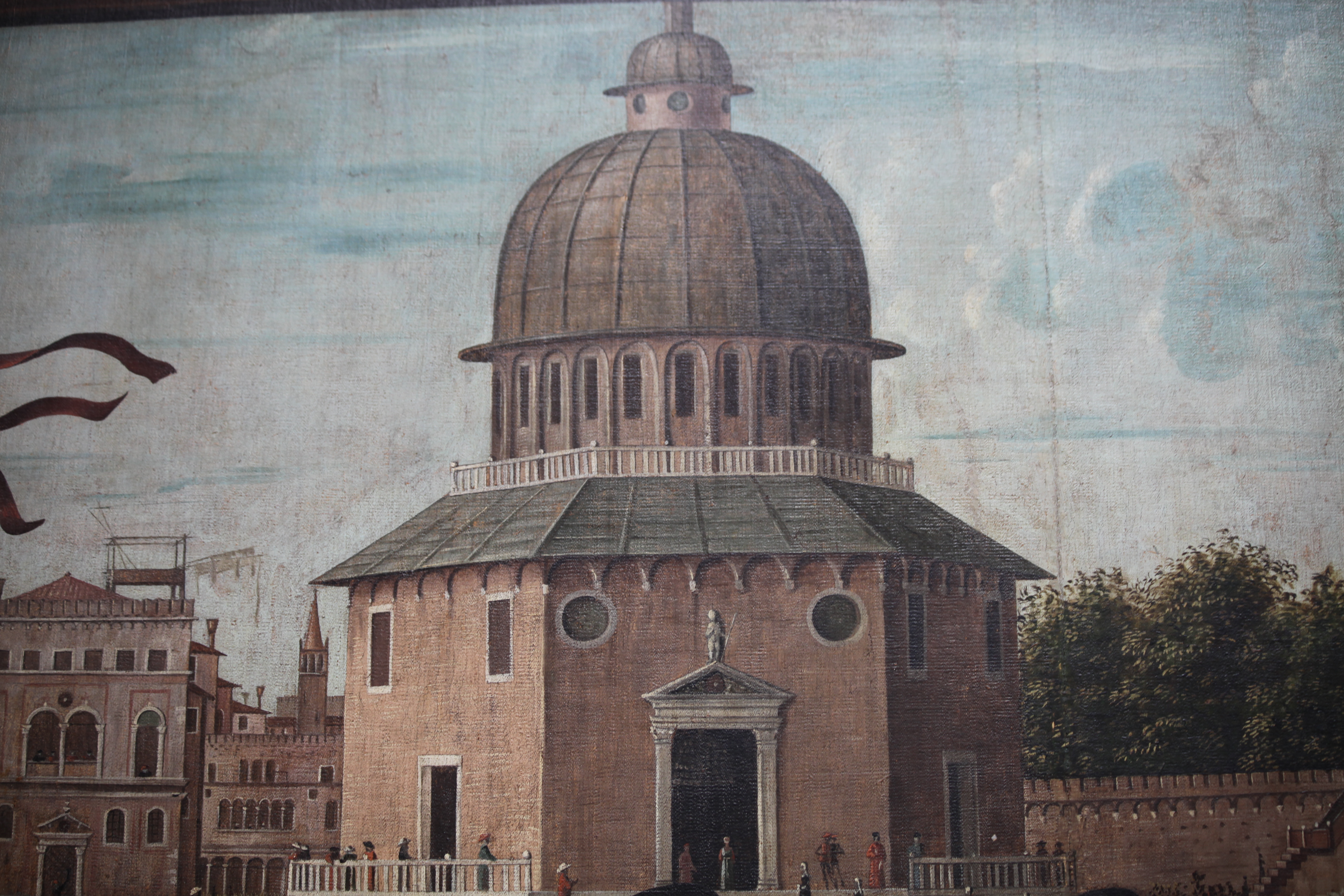
Прибытие послов. Фрагмент

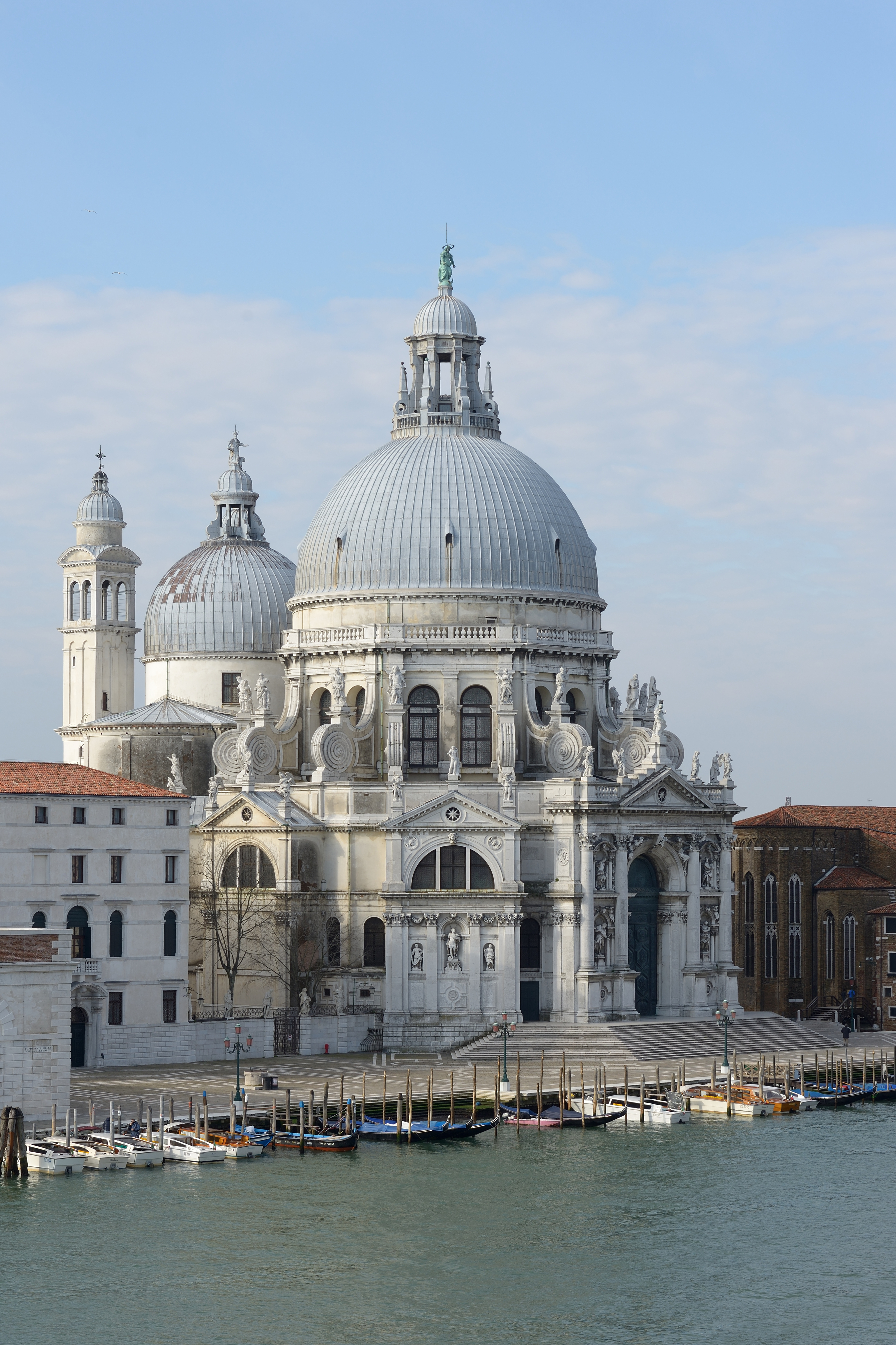
Церковь Санта-Мария-делла-Салюте, построена в XVII веке

В ходе работы над циклом стиль и мастерство Карпаччо быстро эволюционировали. На первых полотнах трактовка света и воздуха все еще довольно наивна, а понимание перспективы и композиция напоминают работы Якопо Беллини. В последних работах художник добивается баланса между пространственными эффектами и плоскостной декоративностью. Иллюзорный передний план и эффекты глубины, полученные за счет воздушной перспективы, не нарушают гармоничной упорядоченности форм и цветов в двухмерном пространстве картины.
Стиль Карпаччо синтезировал художественные достижения предшественников и старших современников. Отмечают влияние Антонелло да Мессина, Джованни Беллини, художников феррарской школы, нидерландских живописцев.
Несмотря на легендарный сюжет, художник зафиксировал в своих театрализованных композициях реалии современной ему Венеции: детали архитектуры, костюмы, официальные церемонии. Он запечатлел множество портретов своих современников-венецианцев.
Особенно ярко отразились в картинах цикла особенности архитектурного стиля, который складывался в Венеции в XV веке. Здания у Карпаччо спроектированы с продуманной точностью и уверенным знанием технических принципов, достойными профессионального архитектора. Некоторые здания, порожденные фантазией художника, предвосхитили более поздние венецианские постройки. Так, отмечают сходство между купольным храмом, который мы видим на «Прибытии послов» и церковью Санта-Мария-делла-Салюте, построенной столетие спустя.

### История святой Урсулына сайте венецианской Галереи Академии
- Зал XXI венецианской Галереи Академии
- Прибытие английских послов к королю Бретани
- Отъезд английских послов из Бретани
- Возвращение послов к английскому двору
- Встреча нареченных и отъезд паломников
- Сон святой Урсулы
- Встреча святой Урсулы с папой Кириаком
- Прибытие паломников в Кёльн
- Мученичество паломников и похороны святой Урсулы
- Апофеоз святой Урсулы